# Henryków (Mokotów)
Henryków – część dzielnicy Mokotów w Warszawie.

## Opis
Nazwa mokotowskiego Henrykowa pochodzi od imienia francuskiego emigranta, Henryka Bonneta, który na początku XIX wieku zakupił tam grunt i założył posiadłość. Na terenie położonym po obu stronach późniejszej ul. Antoniego Malczewskiego powstał folwark, początkowo zamieszkiwany tylko przez Francuzów.
Kolejny właściciel Henrykowa, George Fanshave, ok. 1850 wniósł przy ul. Puławskiej 107a zachowany do dzisiaj pałacyk. W 1900 na drodze spadkowej otrzymał go hrabia August Potocki.
Henryków jest częścią miasta o identyfikatorze SIMC 0918241.
Tę samą nazwę nosi również inne osiedle w Warszawie, w dzielnicy Białołęka.